# Иванов, Иван Андреевич (хоккеист)
Иван Андреевич Иванов (род. 13 марта 1990, Калинин) — российский хоккеист, нападающий. Мастер спорта России (2017).

## Биография
Начинал играть в хоккей в Твери. Занимался в московском «Динамо» (2001—2003), «Одинцово» (2003—2005), «Крыльях Советов» (2005—2006).
Играл в первой лиге за ТХК Тверь (2006/07 — 2009/10). Также в это время выступал за фарм-клуб СДЮШОР-89-90 (2007/08) и СДЮШОР-ТХК-2 (2008/09), за ЦСК ВВС Самара (2008/09, высшая лига). Игрок команд ВХЛ «Динамо» Тверь — Балашиха (2010/11 — 2014/15), ТХК (2015/16 — 2016/17), «Торпедо» Усть-Каменогорск (Казахстан, 2016/17 — 2017/18), «Чэнтоу» (Китай, 2017/18), «Рязань» (2018/19), «Динамо» Тверь — Красногорск (2019/20 — 2020/21), «Тамбов» (2021/22).
В сезонах 2021/22 — 2022/23 выступал в чемпионате Казахстана за «Бейбарыс».
В сезоне 2015/16 играл за ТХК вместе с Иваном Сергеевичем Ивановым и Андреем Ивановым; с И. С. Ивановым играл и в «Рязани».
Победитель хоккейного турнира Универсиады (2017).
В сезоне 2015/16 — бронзовый призёр ВХЛ, лучший бомбардир ТХК в регулярном чемпионате 43 (15+28) очка, лучший игрок команды по версии болельщиков.
С января 2024 года — тренер команды «Вертикаль».